# 존 제이콥 애스터 4세

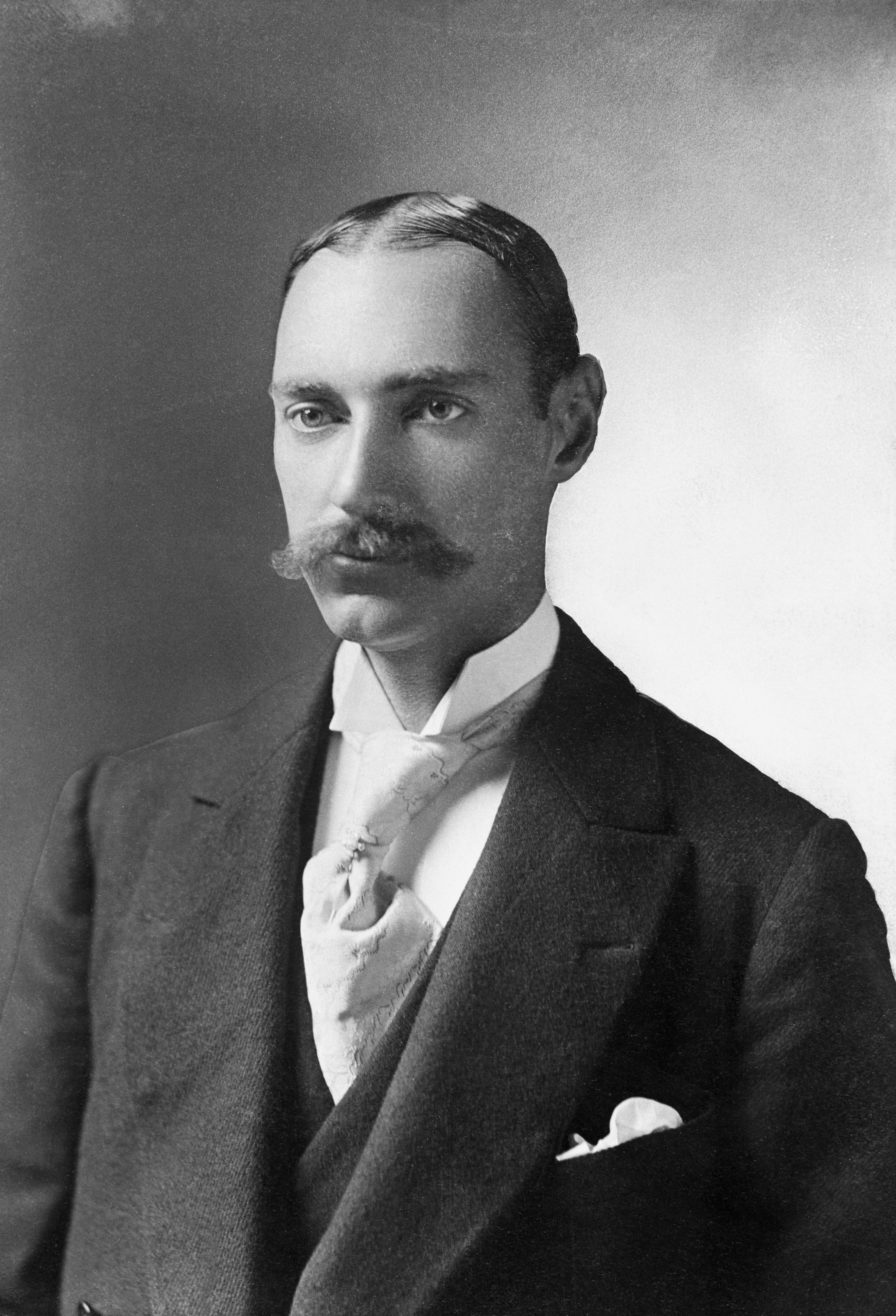

존 제이콥 애스터 4세(영어: John Jacob Astor IV, 1864년 7월 13일~1912년 4월 15일)는 미국의 사업가, 부동산 개발업자, 투자자, 작가, 미국-스페인 전쟁의 중령이자 애스터 가문의 저명한 일원이었다. RMS 타이타닉호에 탑승한 가장 유명한 미국 승객 중 한 명이었고 배가 처녀 항해에서 침몰했을 때 다른 1,495명과 함께 사망했다. 애스터는 RMS 타이타닉호의 가장 부유한 승객이었으며 사망 당시 순자산이 약 8,700만 달러(2023년 27억 5천만 달러에 해당)로 당시 세계에서 가장 부유한 사람 중 하나로 여겨졌다.